# Controgambetto Albin
Il controgambetto Albin è un'apertura scacchistica – variante del gambetto di donna – caratterizzata dalle mosse:
1. d4 d5
2. c4 e5

Sebbene questa apertura sia stata giocata per la prima volta – in un torneo importante – da Mattia Cavallotti contro Carlo Salvioli nel campionato italiano Milano nel 1881, essa prende il nome da Adolf Albin, il quale la giocò contro Lasker nel 1893 a New York. Difesa inusuale al gambetto di donna, giocata raramente dai grandi maestri, il controgambetto Albin sembra migliore della reputazione di cui gode.

## Storia
La paternità teorica di questa apertura è attribuita a Serafino Dubois il quale, in uno scritto del 1872, ne diede alcune analisi con il commento: «è una mia scappata, e la do per quel che vale» . La prima partita di cui si ha notizia in un torneo importante è stata la Carlo Salvioli - Mattia Cavallotti nel campionato italiano di Milano nel 1881.
Fu alla fine del XIX secolo che il controgambetto Albin prese a fare le sue prime apparizioni. Suo propugnatore fu il rumeno-austriaco Adolf Albin, uno dei rappresentanti della scuola di scacchi viennese del secondo Ottocento; questi la giocò contro Lasker nel torneo di New York 1893, classificandosi al secondo posto (Lasker vincerà con 13/13).
Questo gambetto ha conosciuto solo sporadiche apparizioni nelle competizioni ad alto livello. Purtuttavia, è stato adottato qualche volta anche da campioni come il già menzionato Lasker (contro Hodges a Cambridge Springs 1905), Alechin (due volte a San Pietroburgo nel 1914), Tarrasch, Réti, Vidmar, Boris Kostić (con essa, egli sconfisse anche Miguel Najdorf), e da altri scacchisti.

Tra i teorici che eseguirono ricerche su questo impianto va ricordato Ernst Grünfeld, il quale sostenne la tesi dell'improponibilità del controgambetto. Per contro, il GM russo Leŭ Paluhaeŭski, in una monografia sul gambetto di donna, riconosce che il Nero può ottenere con esso notevoli possibilità di controgioco.
Recentemente, tale apertura è stata rivalutata in seguito alla sua adozione in alcune partite da parte del GM russo Aleksandr Morozevič, considerati i diversi successi da questi ottenuti. Anche Hikaru Nakamura e Rustam Qosimjonov (che su di essa ha pubblicato un libro) la hanno giocata qualche volta.

## Analisi
La continuazione usuale è 3. dxe5 d4: in cambio del pedone sacrificato, il Nero ottiene un cuneo centrale in d4, con alcune possibilità di attacco. Spesso il Bianco prova a restituire il pedone al momento opportuno per poter ottenere un vantaggio posizionale.
Il pedone nero in d4 è più forte di quanto sembri. L'imprecisa spinta 4. e3? può portare alla cosiddetta 'trappola Lasker' : dopo 4…Ab4+ 5. Ad2 dxe3! 6. Axb4?? exf2+ 7. Re2 fxg1=C!+ (la promozione a Donna dà solo la parità), e il Nero si trova in una posizione di vantaggio. Il Bianco deve perciò giocare 6. fxe3; ma dopo 6...Dh4+, il Nero ha comunque un forte attacco. Fra l'altro, la trappola Lasker è degna di nota perché è raro vedere una promozione già alla settima mossa – per giunta da parte del Nero e a pezzo minore.
La continuazione usuale è invece 4. Cf3 Cc6 (4…c5 5. e3: il Bianco non subisce più lo scacco di alfiere), e ora le opzioni primarie del Bianco sono a3, Cbd2 e g3. Probabilmente, il tentativo più vantaggioso consiste nel fianchettare l'alfiere di re con 5. g3 (considerata la variante principale), seguita da Ag2 e Cbd2; dal canto suo, il Nero opterà spesso per l'arrocco lungo. Una continuazione tipica è 5. g3 Ae6 6. Cbd2 Dd7 7. Ag2 0-0-0 8. 0-0 Ah3.
Nella "variante Spasskij"   il Bianco gioca 4. e4 per ottenere un vantaggio legato al fatto che la cattura en passant deve essere fatta immediatamente dopo la spinta del pedone avversario. Così, dopo 4…Ab4+ 4. Ad2, la cattura en passant …dxe3 non è più attuabile.

### Trappola di Lasker
Si tratta di una trappola del controgambetto, che ha preso il nome dal celebre scacchista Emanuel Lasker, anche se era stata descritta dal teorico Serafino Dubois alcuni anni prima. Questa trappola è famosa anche perché il pedone viene promosso alla settima mossa, ma non a Donna, bensì a Cavallo!
La sequenza delle mosse che la caratterizzano sono:
1.d4 d5
2.e4 c5
3.dxe5 d4
4.e3? Ab4
5.Ad2 dxe3!
Questa apertura, fino a questa posizione, prende il nome di variante di Lasker. Ora la migliore opzione per il Bianco è di accettare di avere i pedoni doppiati con 6.fxe3, ma se, invece, si prende l'Alfiere in presa con
6.Axb4??
cade nella trappola di Lasker; la partita prosegue con
6...exf2+
|   | a | b | c | d | e | f | g | h |   |
| 8 | a8 torre del nero · b8 cavallo del nero · c8 alfiere del nero · d8 donna del nero · e8 re del nero · g8 cavallo del nero · h8 torre del nero · a7 pedone del nero · b7 pedone del nero · c7 pedone del nero · f7 pedone del nero · g7 pedone del nero · h7 pedone del nero · e5 pedone del bianco · b4 alfiere del bianco · c4 pedone del bianco · a2 pedone del bianco · b2 pedone del bianco · f2 pedone del nero · g2 pedone del bianco · h2 pedone del bianco · a1 torre del bianco · b1 cavallo del bianco · d1 donna del bianco · e1 re del bianco · f1 alfiere del bianco · g1 cavallo del bianco · h1 torre del bianco | a8 torre del nero · b8 cavallo del nero · c8 alfiere del nero · d8 donna del nero · e8 re del nero · g8 cavallo del nero · h8 torre del nero · a7 pedone del nero · b7 pedone del nero · c7 pedone del nero · f7 pedone del nero · g7 pedone del nero · h7 pedone del nero · e5 pedone del bianco · b4 alfiere del bianco · c4 pedone del bianco · a2 pedone del bianco · b2 pedone del bianco · f2 pedone del nero · g2 pedone del bianco · h2 pedone del bianco · a1 torre del bianco · b1 cavallo del bianco · d1 donna del bianco · e1 re del bianco · f1 alfiere del bianco · g1 cavallo del bianco · h1 torre del bianco | a8 torre del nero · b8 cavallo del nero · c8 alfiere del nero · d8 donna del nero · e8 re del nero · g8 cavallo del nero · h8 torre del nero · a7 pedone del nero · b7 pedone del nero · c7 pedone del nero · f7 pedone del nero · g7 pedone del nero · h7 pedone del nero · e5 pedone del bianco · b4 alfiere del bianco · c4 pedone del bianco · a2 pedone del bianco · b2 pedone del bianco · f2 pedone del nero · g2 pedone del bianco · h2 pedone del bianco · a1 torre del bianco · b1 cavallo del bianco · d1 donna del bianco · e1 re del bianco · f1 alfiere del bianco · g1 cavallo del bianco · h1 torre del bianco | a8 torre del nero · b8 cavallo del nero · c8 alfiere del nero · d8 donna del nero · e8 re del nero · g8 cavallo del nero · h8 torre del nero · a7 pedone del nero · b7 pedone del nero · c7 pedone del nero · f7 pedone del nero · g7 pedone del nero · h7 pedone del nero · e5 pedone del bianco · b4 alfiere del bianco · c4 pedone del bianco · a2 pedone del bianco · b2 pedone del bianco · f2 pedone del nero · g2 pedone del bianco · h2 pedone del bianco · a1 torre del bianco · b1 cavallo del bianco · d1 donna del bianco · e1 re del bianco · f1 alfiere del bianco · g1 cavallo del bianco · h1 torre del bianco | a8 torre del nero · b8 cavallo del nero · c8 alfiere del nero · d8 donna del nero · e8 re del nero · g8 cavallo del nero · h8 torre del nero · a7 pedone del nero · b7 pedone del nero · c7 pedone del nero · f7 pedone del nero · g7 pedone del nero · h7 pedone del nero · e5 pedone del bianco · b4 alfiere del bianco · c4 pedone del bianco · a2 pedone del bianco · b2 pedone del bianco · f2 pedone del nero · g2 pedone del bianco · h2 pedone del bianco · a1 torre del bianco · b1 cavallo del bianco · d1 donna del bianco · e1 re del bianco · f1 alfiere del bianco · g1 cavallo del bianco · h1 torre del bianco | a8 torre del nero · b8 cavallo del nero · c8 alfiere del nero · d8 donna del nero · e8 re del nero · g8 cavallo del nero · h8 torre del nero · a7 pedone del nero · b7 pedone del nero · c7 pedone del nero · f7 pedone del nero · g7 pedone del nero · h7 pedone del nero · e5 pedone del bianco · b4 alfiere del bianco · c4 pedone del bianco · a2 pedone del bianco · b2 pedone del bianco · f2 pedone del nero · g2 pedone del bianco · h2 pedone del bianco · a1 torre del bianco · b1 cavallo del bianco · d1 donna del bianco · e1 re del bianco · f1 alfiere del bianco · g1 cavallo del bianco · h1 torre del bianco | a8 torre del nero · b8 cavallo del nero · c8 alfiere del nero · d8 donna del nero · e8 re del nero · g8 cavallo del nero · h8 torre del nero · a7 pedone del nero · b7 pedone del nero · c7 pedone del nero · f7 pedone del nero · g7 pedone del nero · h7 pedone del nero · e5 pedone del bianco · b4 alfiere del bianco · c4 pedone del bianco · a2 pedone del bianco · b2 pedone del bianco · f2 pedone del nero · g2 pedone del bianco · h2 pedone del bianco · a1 torre del bianco · b1 cavallo del bianco · d1 donna del bianco · e1 re del bianco · f1 alfiere del bianco · g1 cavallo del bianco · h1 torre del bianco | a8 torre del nero · b8 cavallo del nero · c8 alfiere del nero · d8 donna del nero · e8 re del nero · g8 cavallo del nero · h8 torre del nero · a7 pedone del nero · b7 pedone del nero · c7 pedone del nero · f7 pedone del nero · g7 pedone del nero · h7 pedone del nero · e5 pedone del bianco · b4 alfiere del bianco · c4 pedone del bianco · a2 pedone del bianco · b2 pedone del bianco · f2 pedone del nero · g2 pedone del bianco · h2 pedone del bianco · a1 torre del bianco · b1 cavallo del bianco · d1 donna del bianco · e1 re del bianco · f1 alfiere del bianco · g1 cavallo del bianco · h1 torre del bianco | 8 |
| 7 | a8 torre del nero · b8 cavallo del nero · c8 alfiere del nero · d8 donna del nero · e8 re del nero · g8 cavallo del nero · h8 torre del nero · a7 pedone del nero · b7 pedone del nero · c7 pedone del nero · f7 pedone del nero · g7 pedone del nero · h7 pedone del nero · e5 pedone del bianco · b4 alfiere del bianco · c4 pedone del bianco · a2 pedone del bianco · b2 pedone del bianco · f2 pedone del nero · g2 pedone del bianco · h2 pedone del bianco · a1 torre del bianco · b1 cavallo del bianco · d1 donna del bianco · e1 re del bianco · f1 alfiere del bianco · g1 cavallo del bianco · h1 torre del bianco | a8 torre del nero · b8 cavallo del nero · c8 alfiere del nero · d8 donna del nero · e8 re del nero · g8 cavallo del nero · h8 torre del nero · a7 pedone del nero · b7 pedone del nero · c7 pedone del nero · f7 pedone del nero · g7 pedone del nero · h7 pedone del nero · e5 pedone del bianco · b4 alfiere del bianco · c4 pedone del bianco · a2 pedone del bianco · b2 pedone del bianco · f2 pedone del nero · g2 pedone del bianco · h2 pedone del bianco · a1 torre del bianco · b1 cavallo del bianco · d1 donna del bianco · e1 re del bianco · f1 alfiere del bianco · g1 cavallo del bianco · h1 torre del bianco | a8 torre del nero · b8 cavallo del nero · c8 alfiere del nero · d8 donna del nero · e8 re del nero · g8 cavallo del nero · h8 torre del nero · a7 pedone del nero · b7 pedone del nero · c7 pedone del nero · f7 pedone del nero · g7 pedone del nero · h7 pedone del nero · e5 pedone del bianco · b4 alfiere del bianco · c4 pedone del bianco · a2 pedone del bianco · b2 pedone del bianco · f2 pedone del nero · g2 pedone del bianco · h2 pedone del bianco · a1 torre del bianco · b1 cavallo del bianco · d1 donna del bianco · e1 re del bianco · f1 alfiere del bianco · g1 cavallo del bianco · h1 torre del bianco | a8 torre del nero · b8 cavallo del nero · c8 alfiere del nero · d8 donna del nero · e8 re del nero · g8 cavallo del nero · h8 torre del nero · a7 pedone del nero · b7 pedone del nero · c7 pedone del nero · f7 pedone del nero · g7 pedone del nero · h7 pedone del nero · e5 pedone del bianco · b4 alfiere del bianco · c4 pedone del bianco · a2 pedone del bianco · b2 pedone del bianco · f2 pedone del nero · g2 pedone del bianco · h2 pedone del bianco · a1 torre del bianco · b1 cavallo del bianco · d1 donna del bianco · e1 re del bianco · f1 alfiere del bianco · g1 cavallo del bianco · h1 torre del bianco | a8 torre del nero · b8 cavallo del nero · c8 alfiere del nero · d8 donna del nero · e8 re del nero · g8 cavallo del nero · h8 torre del nero · a7 pedone del nero · b7 pedone del nero · c7 pedone del nero · f7 pedone del nero · g7 pedone del nero · h7 pedone del nero · e5 pedone del bianco · b4 alfiere del bianco · c4 pedone del bianco · a2 pedone del bianco · b2 pedone del bianco · f2 pedone del nero · g2 pedone del bianco · h2 pedone del bianco · a1 torre del bianco · b1 cavallo del bianco · d1 donna del bianco · e1 re del bianco · f1 alfiere del bianco · g1 cavallo del bianco · h1 torre del bianco | a8 torre del nero · b8 cavallo del nero · c8 alfiere del nero · d8 donna del nero · e8 re del nero · g8 cavallo del nero · h8 torre del nero · a7 pedone del nero · b7 pedone del nero · c7 pedone del nero · f7 pedone del nero · g7 pedone del nero · h7 pedone del nero · e5 pedone del bianco · b4 alfiere del bianco · c4 pedone del bianco · a2 pedone del bianco · b2 pedone del bianco · f2 pedone del nero · g2 pedone del bianco · h2 pedone del bianco · a1 torre del bianco · b1 cavallo del bianco · d1 donna del bianco · e1 re del bianco · f1 alfiere del bianco · g1 cavallo del bianco · h1 torre del bianco | a8 torre del nero · b8 cavallo del nero · c8 alfiere del nero · d8 donna del nero · e8 re del nero · g8 cavallo del nero · h8 torre del nero · a7 pedone del nero · b7 pedone del nero · c7 pedone del nero · f7 pedone del nero · g7 pedone del nero · h7 pedone del nero · e5 pedone del bianco · b4 alfiere del bianco · c4 pedone del bianco · a2 pedone del bianco · b2 pedone del bianco · f2 pedone del nero · g2 pedone del bianco · h2 pedone del bianco · a1 torre del bianco · b1 cavallo del bianco · d1 donna del bianco · e1 re del bianco · f1 alfiere del bianco · g1 cavallo del bianco · h1 torre del bianco | a8 torre del nero · b8 cavallo del nero · c8 alfiere del nero · d8 donna del nero · e8 re del nero · g8 cavallo del nero · h8 torre del nero · a7 pedone del nero · b7 pedone del nero · c7 pedone del nero · f7 pedone del nero · g7 pedone del nero · h7 pedone del nero · e5 pedone del bianco · b4 alfiere del bianco · c4 pedone del bianco · a2 pedone del bianco · b2 pedone del bianco · f2 pedone del nero · g2 pedone del bianco · h2 pedone del bianco · a1 torre del bianco · b1 cavallo del bianco · d1 donna del bianco · e1 re del bianco · f1 alfiere del bianco · g1 cavallo del bianco · h1 torre del bianco | 7 |
| 6 | a8 torre del nero · b8 cavallo del nero · c8 alfiere del nero · d8 donna del nero · e8 re del nero · g8 cavallo del nero · h8 torre del nero · a7 pedone del nero · b7 pedone del nero · c7 pedone del nero · f7 pedone del nero · g7 pedone del nero · h7 pedone del nero · e5 pedone del bianco · b4 alfiere del bianco · c4 pedone del bianco · a2 pedone del bianco · b2 pedone del bianco · f2 pedone del nero · g2 pedone del bianco · h2 pedone del bianco · a1 torre del bianco · b1 cavallo del bianco · d1 donna del bianco · e1 re del bianco · f1 alfiere del bianco · g1 cavallo del bianco · h1 torre del bianco | a8 torre del nero · b8 cavallo del nero · c8 alfiere del nero · d8 donna del nero · e8 re del nero · g8 cavallo del nero · h8 torre del nero · a7 pedone del nero · b7 pedone del nero · c7 pedone del nero · f7 pedone del nero · g7 pedone del nero · h7 pedone del nero · e5 pedone del bianco · b4 alfiere del bianco · c4 pedone del bianco · a2 pedone del bianco · b2 pedone del bianco · f2 pedone del nero · g2 pedone del bianco · h2 pedone del bianco · a1 torre del bianco · b1 cavallo del bianco · d1 donna del bianco · e1 re del bianco · f1 alfiere del bianco · g1 cavallo del bianco · h1 torre del bianco | a8 torre del nero · b8 cavallo del nero · c8 alfiere del nero · d8 donna del nero · e8 re del nero · g8 cavallo del nero · h8 torre del nero · a7 pedone del nero · b7 pedone del nero · c7 pedone del nero · f7 pedone del nero · g7 pedone del nero · h7 pedone del nero · e5 pedone del bianco · b4 alfiere del bianco · c4 pedone del bianco · a2 pedone del bianco · b2 pedone del bianco · f2 pedone del nero · g2 pedone del bianco · h2 pedone del bianco · a1 torre del bianco · b1 cavallo del bianco · d1 donna del bianco · e1 re del bianco · f1 alfiere del bianco · g1 cavallo del bianco · h1 torre del bianco | a8 torre del nero · b8 cavallo del nero · c8 alfiere del nero · d8 donna del nero · e8 re del nero · g8 cavallo del nero · h8 torre del nero · a7 pedone del nero · b7 pedone del nero · c7 pedone del nero · f7 pedone del nero · g7 pedone del nero · h7 pedone del nero · e5 pedone del bianco · b4 alfiere del bianco · c4 pedone del bianco · a2 pedone del bianco · b2 pedone del bianco · f2 pedone del nero · g2 pedone del bianco · h2 pedone del bianco · a1 torre del bianco · b1 cavallo del bianco · d1 donna del bianco · e1 re del bianco · f1 alfiere del bianco · g1 cavallo del bianco · h1 torre del bianco | a8 torre del nero · b8 cavallo del nero · c8 alfiere del nero · d8 donna del nero · e8 re del nero · g8 cavallo del nero · h8 torre del nero · a7 pedone del nero · b7 pedone del nero · c7 pedone del nero · f7 pedone del nero · g7 pedone del nero · h7 pedone del nero · e5 pedone del bianco · b4 alfiere del bianco · c4 pedone del bianco · a2 pedone del bianco · b2 pedone del bianco · f2 pedone del nero · g2 pedone del bianco · h2 pedone del bianco · a1 torre del bianco · b1 cavallo del bianco · d1 donna del bianco · e1 re del bianco · f1 alfiere del bianco · g1 cavallo del bianco · h1 torre del bianco | a8 torre del nero · b8 cavallo del nero · c8 alfiere del nero · d8 donna del nero · e8 re del nero · g8 cavallo del nero · h8 torre del nero · a7 pedone del nero · b7 pedone del nero · c7 pedone del nero · f7 pedone del nero · g7 pedone del nero · h7 pedone del nero · e5 pedone del bianco · b4 alfiere del bianco · c4 pedone del bianco · a2 pedone del bianco · b2 pedone del bianco · f2 pedone del nero · g2 pedone del bianco · h2 pedone del bianco · a1 torre del bianco · b1 cavallo del bianco · d1 donna del bianco · e1 re del bianco · f1 alfiere del bianco · g1 cavallo del bianco · h1 torre del bianco | a8 torre del nero · b8 cavallo del nero · c8 alfiere del nero · d8 donna del nero · e8 re del nero · g8 cavallo del nero · h8 torre del nero · a7 pedone del nero · b7 pedone del nero · c7 pedone del nero · f7 pedone del nero · g7 pedone del nero · h7 pedone del nero · e5 pedone del bianco · b4 alfiere del bianco · c4 pedone del bianco · a2 pedone del bianco · b2 pedone del bianco · f2 pedone del nero · g2 pedone del bianco · h2 pedone del bianco · a1 torre del bianco · b1 cavallo del bianco · d1 donna del bianco · e1 re del bianco · f1 alfiere del bianco · g1 cavallo del bianco · h1 torre del bianco | a8 torre del nero · b8 cavallo del nero · c8 alfiere del nero · d8 donna del nero · e8 re del nero · g8 cavallo del nero · h8 torre del nero · a7 pedone del nero · b7 pedone del nero · c7 pedone del nero · f7 pedone del nero · g7 pedone del nero · h7 pedone del nero · e5 pedone del bianco · b4 alfiere del bianco · c4 pedone del bianco · a2 pedone del bianco · b2 pedone del bianco · f2 pedone del nero · g2 pedone del bianco · h2 pedone del bianco · a1 torre del bianco · b1 cavallo del bianco · d1 donna del bianco · e1 re del bianco · f1 alfiere del bianco · g1 cavallo del bianco · h1 torre del bianco | 6 |
| 5 | a8 torre del nero · b8 cavallo del nero · c8 alfiere del nero · d8 donna del nero · e8 re del nero · g8 cavallo del nero · h8 torre del nero · a7 pedone del nero · b7 pedone del nero · c7 pedone del nero · f7 pedone del nero · g7 pedone del nero · h7 pedone del nero · e5 pedone del bianco · b4 alfiere del bianco · c4 pedone del bianco · a2 pedone del bianco · b2 pedone del bianco · f2 pedone del nero · g2 pedone del bianco · h2 pedone del bianco · a1 torre del bianco · b1 cavallo del bianco · d1 donna del bianco · e1 re del bianco · f1 alfiere del bianco · g1 cavallo del bianco · h1 torre del bianco | a8 torre del nero · b8 cavallo del nero · c8 alfiere del nero · d8 donna del nero · e8 re del nero · g8 cavallo del nero · h8 torre del nero · a7 pedone del nero · b7 pedone del nero · c7 pedone del nero · f7 pedone del nero · g7 pedone del nero · h7 pedone del nero · e5 pedone del bianco · b4 alfiere del bianco · c4 pedone del bianco · a2 pedone del bianco · b2 pedone del bianco · f2 pedone del nero · g2 pedone del bianco · h2 pedone del bianco · a1 torre del bianco · b1 cavallo del bianco · d1 donna del bianco · e1 re del bianco · f1 alfiere del bianco · g1 cavallo del bianco · h1 torre del bianco | a8 torre del nero · b8 cavallo del nero · c8 alfiere del nero · d8 donna del nero · e8 re del nero · g8 cavallo del nero · h8 torre del nero · a7 pedone del nero · b7 pedone del nero · c7 pedone del nero · f7 pedone del nero · g7 pedone del nero · h7 pedone del nero · e5 pedone del bianco · b4 alfiere del bianco · c4 pedone del bianco · a2 pedone del bianco · b2 pedone del bianco · f2 pedone del nero · g2 pedone del bianco · h2 pedone del bianco · a1 torre del bianco · b1 cavallo del bianco · d1 donna del bianco · e1 re del bianco · f1 alfiere del bianco · g1 cavallo del bianco · h1 torre del bianco | a8 torre del nero · b8 cavallo del nero · c8 alfiere del nero · d8 donna del nero · e8 re del nero · g8 cavallo del nero · h8 torre del nero · a7 pedone del nero · b7 pedone del nero · c7 pedone del nero · f7 pedone del nero · g7 pedone del nero · h7 pedone del nero · e5 pedone del bianco · b4 alfiere del bianco · c4 pedone del bianco · a2 pedone del bianco · b2 pedone del bianco · f2 pedone del nero · g2 pedone del bianco · h2 pedone del bianco · a1 torre del bianco · b1 cavallo del bianco · d1 donna del bianco · e1 re del bianco · f1 alfiere del bianco · g1 cavallo del bianco · h1 torre del bianco | a8 torre del nero · b8 cavallo del nero · c8 alfiere del nero · d8 donna del nero · e8 re del nero · g8 cavallo del nero · h8 torre del nero · a7 pedone del nero · b7 pedone del nero · c7 pedone del nero · f7 pedone del nero · g7 pedone del nero · h7 pedone del nero · e5 pedone del bianco · b4 alfiere del bianco · c4 pedone del bianco · a2 pedone del bianco · b2 pedone del bianco · f2 pedone del nero · g2 pedone del bianco · h2 pedone del bianco · a1 torre del bianco · b1 cavallo del bianco · d1 donna del bianco · e1 re del bianco · f1 alfiere del bianco · g1 cavallo del bianco · h1 torre del bianco | a8 torre del nero · b8 cavallo del nero · c8 alfiere del nero · d8 donna del nero · e8 re del nero · g8 cavallo del nero · h8 torre del nero · a7 pedone del nero · b7 pedone del nero · c7 pedone del nero · f7 pedone del nero · g7 pedone del nero · h7 pedone del nero · e5 pedone del bianco · b4 alfiere del bianco · c4 pedone del bianco · a2 pedone del bianco · b2 pedone del bianco · f2 pedone del nero · g2 pedone del bianco · h2 pedone del bianco · a1 torre del bianco · b1 cavallo del bianco · d1 donna del bianco · e1 re del bianco · f1 alfiere del bianco · g1 cavallo del bianco · h1 torre del bianco | a8 torre del nero · b8 cavallo del nero · c8 alfiere del nero · d8 donna del nero · e8 re del nero · g8 cavallo del nero · h8 torre del nero · a7 pedone del nero · b7 pedone del nero · c7 pedone del nero · f7 pedone del nero · g7 pedone del nero · h7 pedone del nero · e5 pedone del bianco · b4 alfiere del bianco · c4 pedone del bianco · a2 pedone del bianco · b2 pedone del bianco · f2 pedone del nero · g2 pedone del bianco · h2 pedone del bianco · a1 torre del bianco · b1 cavallo del bianco · d1 donna del bianco · e1 re del bianco · f1 alfiere del bianco · g1 cavallo del bianco · h1 torre del bianco | a8 torre del nero · b8 cavallo del nero · c8 alfiere del nero · d8 donna del nero · e8 re del nero · g8 cavallo del nero · h8 torre del nero · a7 pedone del nero · b7 pedone del nero · c7 pedone del nero · f7 pedone del nero · g7 pedone del nero · h7 pedone del nero · e5 pedone del bianco · b4 alfiere del bianco · c4 pedone del bianco · a2 pedone del bianco · b2 pedone del bianco · f2 pedone del nero · g2 pedone del bianco · h2 pedone del bianco · a1 torre del bianco · b1 cavallo del bianco · d1 donna del bianco · e1 re del bianco · f1 alfiere del bianco · g1 cavallo del bianco · h1 torre del bianco | 5 |
| 4 | a8 torre del nero · b8 cavallo del nero · c8 alfiere del nero · d8 donna del nero · e8 re del nero · g8 cavallo del nero · h8 torre del nero · a7 pedone del nero · b7 pedone del nero · c7 pedone del nero · f7 pedone del nero · g7 pedone del nero · h7 pedone del nero · e5 pedone del bianco · b4 alfiere del bianco · c4 pedone del bianco · a2 pedone del bianco · b2 pedone del bianco · f2 pedone del nero · g2 pedone del bianco · h2 pedone del bianco · a1 torre del bianco · b1 cavallo del bianco · d1 donna del bianco · e1 re del bianco · f1 alfiere del bianco · g1 cavallo del bianco · h1 torre del bianco | a8 torre del nero · b8 cavallo del nero · c8 alfiere del nero · d8 donna del nero · e8 re del nero · g8 cavallo del nero · h8 torre del nero · a7 pedone del nero · b7 pedone del nero · c7 pedone del nero · f7 pedone del nero · g7 pedone del nero · h7 pedone del nero · e5 pedone del bianco · b4 alfiere del bianco · c4 pedone del bianco · a2 pedone del bianco · b2 pedone del bianco · f2 pedone del nero · g2 pedone del bianco · h2 pedone del bianco · a1 torre del bianco · b1 cavallo del bianco · d1 donna del bianco · e1 re del bianco · f1 alfiere del bianco · g1 cavallo del bianco · h1 torre del bianco | a8 torre del nero · b8 cavallo del nero · c8 alfiere del nero · d8 donna del nero · e8 re del nero · g8 cavallo del nero · h8 torre del nero · a7 pedone del nero · b7 pedone del nero · c7 pedone del nero · f7 pedone del nero · g7 pedone del nero · h7 pedone del nero · e5 pedone del bianco · b4 alfiere del bianco · c4 pedone del bianco · a2 pedone del bianco · b2 pedone del bianco · f2 pedone del nero · g2 pedone del bianco · h2 pedone del bianco · a1 torre del bianco · b1 cavallo del bianco · d1 donna del bianco · e1 re del bianco · f1 alfiere del bianco · g1 cavallo del bianco · h1 torre del bianco | a8 torre del nero · b8 cavallo del nero · c8 alfiere del nero · d8 donna del nero · e8 re del nero · g8 cavallo del nero · h8 torre del nero · a7 pedone del nero · b7 pedone del nero · c7 pedone del nero · f7 pedone del nero · g7 pedone del nero · h7 pedone del nero · e5 pedone del bianco · b4 alfiere del bianco · c4 pedone del bianco · a2 pedone del bianco · b2 pedone del bianco · f2 pedone del nero · g2 pedone del bianco · h2 pedone del bianco · a1 torre del bianco · b1 cavallo del bianco · d1 donna del bianco · e1 re del bianco · f1 alfiere del bianco · g1 cavallo del bianco · h1 torre del bianco | a8 torre del nero · b8 cavallo del nero · c8 alfiere del nero · d8 donna del nero · e8 re del nero · g8 cavallo del nero · h8 torre del nero · a7 pedone del nero · b7 pedone del nero · c7 pedone del nero · f7 pedone del nero · g7 pedone del nero · h7 pedone del nero · e5 pedone del bianco · b4 alfiere del bianco · c4 pedone del bianco · a2 pedone del bianco · b2 pedone del bianco · f2 pedone del nero · g2 pedone del bianco · h2 pedone del bianco · a1 torre del bianco · b1 cavallo del bianco · d1 donna del bianco · e1 re del bianco · f1 alfiere del bianco · g1 cavallo del bianco · h1 torre del bianco | a8 torre del nero · b8 cavallo del nero · c8 alfiere del nero · d8 donna del nero · e8 re del nero · g8 cavallo del nero · h8 torre del nero · a7 pedone del nero · b7 pedone del nero · c7 pedone del nero · f7 pedone del nero · g7 pedone del nero · h7 pedone del nero · e5 pedone del bianco · b4 alfiere del bianco · c4 pedone del bianco · a2 pedone del bianco · b2 pedone del bianco · f2 pedone del nero · g2 pedone del bianco · h2 pedone del bianco · a1 torre del bianco · b1 cavallo del bianco · d1 donna del bianco · e1 re del bianco · f1 alfiere del bianco · g1 cavallo del bianco · h1 torre del bianco | a8 torre del nero · b8 cavallo del nero · c8 alfiere del nero · d8 donna del nero · e8 re del nero · g8 cavallo del nero · h8 torre del nero · a7 pedone del nero · b7 pedone del nero · c7 pedone del nero · f7 pedone del nero · g7 pedone del nero · h7 pedone del nero · e5 pedone del bianco · b4 alfiere del bianco · c4 pedone del bianco · a2 pedone del bianco · b2 pedone del bianco · f2 pedone del nero · g2 pedone del bianco · h2 pedone del bianco · a1 torre del bianco · b1 cavallo del bianco · d1 donna del bianco · e1 re del bianco · f1 alfiere del bianco · g1 cavallo del bianco · h1 torre del bianco | a8 torre del nero · b8 cavallo del nero · c8 alfiere del nero · d8 donna del nero · e8 re del nero · g8 cavallo del nero · h8 torre del nero · a7 pedone del nero · b7 pedone del nero · c7 pedone del nero · f7 pedone del nero · g7 pedone del nero · h7 pedone del nero · e5 pedone del bianco · b4 alfiere del bianco · c4 pedone del bianco · a2 pedone del bianco · b2 pedone del bianco · f2 pedone del nero · g2 pedone del bianco · h2 pedone del bianco · a1 torre del bianco · b1 cavallo del bianco · d1 donna del bianco · e1 re del bianco · f1 alfiere del bianco · g1 cavallo del bianco · h1 torre del bianco | 4 |
| 3 | a8 torre del nero · b8 cavallo del nero · c8 alfiere del nero · d8 donna del nero · e8 re del nero · g8 cavallo del nero · h8 torre del nero · a7 pedone del nero · b7 pedone del nero · c7 pedone del nero · f7 pedone del nero · g7 pedone del nero · h7 pedone del nero · e5 pedone del bianco · b4 alfiere del bianco · c4 pedone del bianco · a2 pedone del bianco · b2 pedone del bianco · f2 pedone del nero · g2 pedone del bianco · h2 pedone del bianco · a1 torre del bianco · b1 cavallo del bianco · d1 donna del bianco · e1 re del bianco · f1 alfiere del bianco · g1 cavallo del bianco · h1 torre del bianco | a8 torre del nero · b8 cavallo del nero · c8 alfiere del nero · d8 donna del nero · e8 re del nero · g8 cavallo del nero · h8 torre del nero · a7 pedone del nero · b7 pedone del nero · c7 pedone del nero · f7 pedone del nero · g7 pedone del nero · h7 pedone del nero · e5 pedone del bianco · b4 alfiere del bianco · c4 pedone del bianco · a2 pedone del bianco · b2 pedone del bianco · f2 pedone del nero · g2 pedone del bianco · h2 pedone del bianco · a1 torre del bianco · b1 cavallo del bianco · d1 donna del bianco · e1 re del bianco · f1 alfiere del bianco · g1 cavallo del bianco · h1 torre del bianco | a8 torre del nero · b8 cavallo del nero · c8 alfiere del nero · d8 donna del nero · e8 re del nero · g8 cavallo del nero · h8 torre del nero · a7 pedone del nero · b7 pedone del nero · c7 pedone del nero · f7 pedone del nero · g7 pedone del nero · h7 pedone del nero · e5 pedone del bianco · b4 alfiere del bianco · c4 pedone del bianco · a2 pedone del bianco · b2 pedone del bianco · f2 pedone del nero · g2 pedone del bianco · h2 pedone del bianco · a1 torre del bianco · b1 cavallo del bianco · d1 donna del bianco · e1 re del bianco · f1 alfiere del bianco · g1 cavallo del bianco · h1 torre del bianco | a8 torre del nero · b8 cavallo del nero · c8 alfiere del nero · d8 donna del nero · e8 re del nero · g8 cavallo del nero · h8 torre del nero · a7 pedone del nero · b7 pedone del nero · c7 pedone del nero · f7 pedone del nero · g7 pedone del nero · h7 pedone del nero · e5 pedone del bianco · b4 alfiere del bianco · c4 pedone del bianco · a2 pedone del bianco · b2 pedone del bianco · f2 pedone del nero · g2 pedone del bianco · h2 pedone del bianco · a1 torre del bianco · b1 cavallo del bianco · d1 donna del bianco · e1 re del bianco · f1 alfiere del bianco · g1 cavallo del bianco · h1 torre del bianco | a8 torre del nero · b8 cavallo del nero · c8 alfiere del nero · d8 donna del nero · e8 re del nero · g8 cavallo del nero · h8 torre del nero · a7 pedone del nero · b7 pedone del nero · c7 pedone del nero · f7 pedone del nero · g7 pedone del nero · h7 pedone del nero · e5 pedone del bianco · b4 alfiere del bianco · c4 pedone del bianco · a2 pedone del bianco · b2 pedone del bianco · f2 pedone del nero · g2 pedone del bianco · h2 pedone del bianco · a1 torre del bianco · b1 cavallo del bianco · d1 donna del bianco · e1 re del bianco · f1 alfiere del bianco · g1 cavallo del bianco · h1 torre del bianco | a8 torre del nero · b8 cavallo del nero · c8 alfiere del nero · d8 donna del nero · e8 re del nero · g8 cavallo del nero · h8 torre del nero · a7 pedone del nero · b7 pedone del nero · c7 pedone del nero · f7 pedone del nero · g7 pedone del nero · h7 pedone del nero · e5 pedone del bianco · b4 alfiere del bianco · c4 pedone del bianco · a2 pedone del bianco · b2 pedone del bianco · f2 pedone del nero · g2 pedone del bianco · h2 pedone del bianco · a1 torre del bianco · b1 cavallo del bianco · d1 donna del bianco · e1 re del bianco · f1 alfiere del bianco · g1 cavallo del bianco · h1 torre del bianco | a8 torre del nero · b8 cavallo del nero · c8 alfiere del nero · d8 donna del nero · e8 re del nero · g8 cavallo del nero · h8 torre del nero · a7 pedone del nero · b7 pedone del nero · c7 pedone del nero · f7 pedone del nero · g7 pedone del nero · h7 pedone del nero · e5 pedone del bianco · b4 alfiere del bianco · c4 pedone del bianco · a2 pedone del bianco · b2 pedone del bianco · f2 pedone del nero · g2 pedone del bianco · h2 pedone del bianco · a1 torre del bianco · b1 cavallo del bianco · d1 donna del bianco · e1 re del bianco · f1 alfiere del bianco · g1 cavallo del bianco · h1 torre del bianco | a8 torre del nero · b8 cavallo del nero · c8 alfiere del nero · d8 donna del nero · e8 re del nero · g8 cavallo del nero · h8 torre del nero · a7 pedone del nero · b7 pedone del nero · c7 pedone del nero · f7 pedone del nero · g7 pedone del nero · h7 pedone del nero · e5 pedone del bianco · b4 alfiere del bianco · c4 pedone del bianco · a2 pedone del bianco · b2 pedone del bianco · f2 pedone del nero · g2 pedone del bianco · h2 pedone del bianco · a1 torre del bianco · b1 cavallo del bianco · d1 donna del bianco · e1 re del bianco · f1 alfiere del bianco · g1 cavallo del bianco · h1 torre del bianco | 3 |
| 2 | a8 torre del nero · b8 cavallo del nero · c8 alfiere del nero · d8 donna del nero · e8 re del nero · g8 cavallo del nero · h8 torre del nero · a7 pedone del nero · b7 pedone del nero · c7 pedone del nero · f7 pedone del nero · g7 pedone del nero · h7 pedone del nero · e5 pedone del bianco · b4 alfiere del bianco · c4 pedone del bianco · a2 pedone del bianco · b2 pedone del bianco · f2 pedone del nero · g2 pedone del bianco · h2 pedone del bianco · a1 torre del bianco · b1 cavallo del bianco · d1 donna del bianco · e1 re del bianco · f1 alfiere del bianco · g1 cavallo del bianco · h1 torre del bianco | a8 torre del nero · b8 cavallo del nero · c8 alfiere del nero · d8 donna del nero · e8 re del nero · g8 cavallo del nero · h8 torre del nero · a7 pedone del nero · b7 pedone del nero · c7 pedone del nero · f7 pedone del nero · g7 pedone del nero · h7 pedone del nero · e5 pedone del bianco · b4 alfiere del bianco · c4 pedone del bianco · a2 pedone del bianco · b2 pedone del bianco · f2 pedone del nero · g2 pedone del bianco · h2 pedone del bianco · a1 torre del bianco · b1 cavallo del bianco · d1 donna del bianco · e1 re del bianco · f1 alfiere del bianco · g1 cavallo del bianco · h1 torre del bianco | a8 torre del nero · b8 cavallo del nero · c8 alfiere del nero · d8 donna del nero · e8 re del nero · g8 cavallo del nero · h8 torre del nero · a7 pedone del nero · b7 pedone del nero · c7 pedone del nero · f7 pedone del nero · g7 pedone del nero · h7 pedone del nero · e5 pedone del bianco · b4 alfiere del bianco · c4 pedone del bianco · a2 pedone del bianco · b2 pedone del bianco · f2 pedone del nero · g2 pedone del bianco · h2 pedone del bianco · a1 torre del bianco · b1 cavallo del bianco · d1 donna del bianco · e1 re del bianco · f1 alfiere del bianco · g1 cavallo del bianco · h1 torre del bianco | a8 torre del nero · b8 cavallo del nero · c8 alfiere del nero · d8 donna del nero · e8 re del nero · g8 cavallo del nero · h8 torre del nero · a7 pedone del nero · b7 pedone del nero · c7 pedone del nero · f7 pedone del nero · g7 pedone del nero · h7 pedone del nero · e5 pedone del bianco · b4 alfiere del bianco · c4 pedone del bianco · a2 pedone del bianco · b2 pedone del bianco · f2 pedone del nero · g2 pedone del bianco · h2 pedone del bianco · a1 torre del bianco · b1 cavallo del bianco · d1 donna del bianco · e1 re del bianco · f1 alfiere del bianco · g1 cavallo del bianco · h1 torre del bianco | a8 torre del nero · b8 cavallo del nero · c8 alfiere del nero · d8 donna del nero · e8 re del nero · g8 cavallo del nero · h8 torre del nero · a7 pedone del nero · b7 pedone del nero · c7 pedone del nero · f7 pedone del nero · g7 pedone del nero · h7 pedone del nero · e5 pedone del bianco · b4 alfiere del bianco · c4 pedone del bianco · a2 pedone del bianco · b2 pedone del bianco · f2 pedone del nero · g2 pedone del bianco · h2 pedone del bianco · a1 torre del bianco · b1 cavallo del bianco · d1 donna del bianco · e1 re del bianco · f1 alfiere del bianco · g1 cavallo del bianco · h1 torre del bianco | a8 torre del nero · b8 cavallo del nero · c8 alfiere del nero · d8 donna del nero · e8 re del nero · g8 cavallo del nero · h8 torre del nero · a7 pedone del nero · b7 pedone del nero · c7 pedone del nero · f7 pedone del nero · g7 pedone del nero · h7 pedone del nero · e5 pedone del bianco · b4 alfiere del bianco · c4 pedone del bianco · a2 pedone del bianco · b2 pedone del bianco · f2 pedone del nero · g2 pedone del bianco · h2 pedone del bianco · a1 torre del bianco · b1 cavallo del bianco · d1 donna del bianco · e1 re del bianco · f1 alfiere del bianco · g1 cavallo del bianco · h1 torre del bianco | a8 torre del nero · b8 cavallo del nero · c8 alfiere del nero · d8 donna del nero · e8 re del nero · g8 cavallo del nero · h8 torre del nero · a7 pedone del nero · b7 pedone del nero · c7 pedone del nero · f7 pedone del nero · g7 pedone del nero · h7 pedone del nero · e5 pedone del bianco · b4 alfiere del bianco · c4 pedone del bianco · a2 pedone del bianco · b2 pedone del bianco · f2 pedone del nero · g2 pedone del bianco · h2 pedone del bianco · a1 torre del bianco · b1 cavallo del bianco · d1 donna del bianco · e1 re del bianco · f1 alfiere del bianco · g1 cavallo del bianco · h1 torre del bianco | a8 torre del nero · b8 cavallo del nero · c8 alfiere del nero · d8 donna del nero · e8 re del nero · g8 cavallo del nero · h8 torre del nero · a7 pedone del nero · b7 pedone del nero · c7 pedone del nero · f7 pedone del nero · g7 pedone del nero · h7 pedone del nero · e5 pedone del bianco · b4 alfiere del bianco · c4 pedone del bianco · a2 pedone del bianco · b2 pedone del bianco · f2 pedone del nero · g2 pedone del bianco · h2 pedone del bianco · a1 torre del bianco · b1 cavallo del bianco · d1 donna del bianco · e1 re del bianco · f1 alfiere del bianco · g1 cavallo del bianco · h1 torre del bianco | 2 |
| 1 | a8 torre del nero · b8 cavallo del nero · c8 alfiere del nero · d8 donna del nero · e8 re del nero · g8 cavallo del nero · h8 torre del nero · a7 pedone del nero · b7 pedone del nero · c7 pedone del nero · f7 pedone del nero · g7 pedone del nero · h7 pedone del nero · e5 pedone del bianco · b4 alfiere del bianco · c4 pedone del bianco · a2 pedone del bianco · b2 pedone del bianco · f2 pedone del nero · g2 pedone del bianco · h2 pedone del bianco · a1 torre del bianco · b1 cavallo del bianco · d1 donna del bianco · e1 re del bianco · f1 alfiere del bianco · g1 cavallo del bianco · h1 torre del bianco | a8 torre del nero · b8 cavallo del nero · c8 alfiere del nero · d8 donna del nero · e8 re del nero · g8 cavallo del nero · h8 torre del nero · a7 pedone del nero · b7 pedone del nero · c7 pedone del nero · f7 pedone del nero · g7 pedone del nero · h7 pedone del nero · e5 pedone del bianco · b4 alfiere del bianco · c4 pedone del bianco · a2 pedone del bianco · b2 pedone del bianco · f2 pedone del nero · g2 pedone del bianco · h2 pedone del bianco · a1 torre del bianco · b1 cavallo del bianco · d1 donna del bianco · e1 re del bianco · f1 alfiere del bianco · g1 cavallo del bianco · h1 torre del bianco | a8 torre del nero · b8 cavallo del nero · c8 alfiere del nero · d8 donna del nero · e8 re del nero · g8 cavallo del nero · h8 torre del nero · a7 pedone del nero · b7 pedone del nero · c7 pedone del nero · f7 pedone del nero · g7 pedone del nero · h7 pedone del nero · e5 pedone del bianco · b4 alfiere del bianco · c4 pedone del bianco · a2 pedone del bianco · b2 pedone del bianco · f2 pedone del nero · g2 pedone del bianco · h2 pedone del bianco · a1 torre del bianco · b1 cavallo del bianco · d1 donna del bianco · e1 re del bianco · f1 alfiere del bianco · g1 cavallo del bianco · h1 torre del bianco | a8 torre del nero · b8 cavallo del nero · c8 alfiere del nero · d8 donna del nero · e8 re del nero · g8 cavallo del nero · h8 torre del nero · a7 pedone del nero · b7 pedone del nero · c7 pedone del nero · f7 pedone del nero · g7 pedone del nero · h7 pedone del nero · e5 pedone del bianco · b4 alfiere del bianco · c4 pedone del bianco · a2 pedone del bianco · b2 pedone del bianco · f2 pedone del nero · g2 pedone del bianco · h2 pedone del bianco · a1 torre del bianco · b1 cavallo del bianco · d1 donna del bianco · e1 re del bianco · f1 alfiere del bianco · g1 cavallo del bianco · h1 torre del bianco | a8 torre del nero · b8 cavallo del nero · c8 alfiere del nero · d8 donna del nero · e8 re del nero · g8 cavallo del nero · h8 torre del nero · a7 pedone del nero · b7 pedone del nero · c7 pedone del nero · f7 pedone del nero · g7 pedone del nero · h7 pedone del nero · e5 pedone del bianco · b4 alfiere del bianco · c4 pedone del bianco · a2 pedone del bianco · b2 pedone del bianco · f2 pedone del nero · g2 pedone del bianco · h2 pedone del bianco · a1 torre del bianco · b1 cavallo del bianco · d1 donna del bianco · e1 re del bianco · f1 alfiere del bianco · g1 cavallo del bianco · h1 torre del bianco | a8 torre del nero · b8 cavallo del nero · c8 alfiere del nero · d8 donna del nero · e8 re del nero · g8 cavallo del nero · h8 torre del nero · a7 pedone del nero · b7 pedone del nero · c7 pedone del nero · f7 pedone del nero · g7 pedone del nero · h7 pedone del nero · e5 pedone del bianco · b4 alfiere del bianco · c4 pedone del bianco · a2 pedone del bianco · b2 pedone del bianco · f2 pedone del nero · g2 pedone del bianco · h2 pedone del bianco · a1 torre del bianco · b1 cavallo del bianco · d1 donna del bianco · e1 re del bianco · f1 alfiere del bianco · g1 cavallo del bianco · h1 torre del bianco | a8 torre del nero · b8 cavallo del nero · c8 alfiere del nero · d8 donna del nero · e8 re del nero · g8 cavallo del nero · h8 torre del nero · a7 pedone del nero · b7 pedone del nero · c7 pedone del nero · f7 pedone del nero · g7 pedone del nero · h7 pedone del nero · e5 pedone del bianco · b4 alfiere del bianco · c4 pedone del bianco · a2 pedone del bianco · b2 pedone del bianco · f2 pedone del nero · g2 pedone del bianco · h2 pedone del bianco · a1 torre del bianco · b1 cavallo del bianco · d1 donna del bianco · e1 re del bianco · f1 alfiere del bianco · g1 cavallo del bianco · h1 torre del bianco | a8 torre del nero · b8 cavallo del nero · c8 alfiere del nero · d8 donna del nero · e8 re del nero · g8 cavallo del nero · h8 torre del nero · a7 pedone del nero · b7 pedone del nero · c7 pedone del nero · f7 pedone del nero · g7 pedone del nero · h7 pedone del nero · e5 pedone del bianco · b4 alfiere del bianco · c4 pedone del bianco · a2 pedone del bianco · b2 pedone del bianco · f2 pedone del nero · g2 pedone del bianco · h2 pedone del bianco · a1 torre del bianco · b1 cavallo del bianco · d1 donna del bianco · e1 re del bianco · f1 alfiere del bianco · g1 cavallo del bianco · h1 torre del bianco | 1 |
|   | a | b | c | d | e | f | g | h |   |

7.Re2
in questo modo il Bianco cerca sia di salvare la sua Donna che di impedire la promozione del pedone avversario. Segue però
7...fxg1=C+
La promozione a Cavallo  è la chiave della trappola. Infatti se il Nero avesse promosso a Donna con invece 7...fxg1=Q, allora si poteva continuare con 8.Dxd8+ Rxd8 9.Txg1 e il Bianco se la sarebbe cavata. Ora invece con le mosse
8.Txg1 Ag4+
il Nero inchioda punta al Re avversario, che dovrà per forza perdere la Donna.
Se, al contrario, il Bianco rinuncia a prendere il Cavallo del Nero e muove il Re con 
8.Re1
segue 
8...Dh4+
con grande vantaggio posizionale per il Bianco.

## Partite Notevoli
- Emanuel Lasker - Adolf Albin  (New York 1893, 1-0)
- Amos Burn - Carl Schlechter  (Monaco 1900, 0-1)
- David Janovsky - Geza Maroczy  (Monaco 1900, 0-1)
- Albert Hodges - Emanuel Lasker  (Cambridge Springs 1904, 0-1)
- Harry Nelson Pillsbury - David Janovsky  (Cambridge Springs 1904, 0-1)
- Emanuel Lasker - Aleksandr Alechin  (San Pietroburgo 1914, 1-0)
- Friedrich Saemisch - Kurt Richter  (Berlino 1941, 0-1)
- Tigran Petrosyan - Giorgio Porreca  (Belgrado 1954, 1-0)
- Georgij Borisenko - Vladimir Simagin  (Campionato URSS 1955, 0-1)
- Boris Spasskij - Vladas Mikėnas  (Riga 1959, 1-0)
- Veselin Topalov - Aleksandr Morozevič  (Melody Amber 2005, 0-1)
- Boris Gelfand - Rustam Qosimjonov  (World Cup blitz 2007, 0-1)
- Dmitry Gurevič - Hikaru Nakamura  (Campionato USA 2007, 0-1)

## Codici ECO
- D08  1. d4 d5 2. c4 e5
- D09  1. d4 d5 2. c4 e5 3. dxe5 d4 4. Cf3 Cc6 5. g3